# Sojuz 37
Sojuz 37 è la denominazione di una missione della navicella spaziale Sojuz verso la stazione spaziale sovietica Saljut 6 (DOS 5). Si trattò del trentasettesimo volo equipaggiato di questo velivolo spaziale, del cinquantanovesimo volo nell'ambito del programma Sojuz sovietico nonché del quattordicesimo volo equipaggiato verso la predetta stazione spaziale  (il dodicesimo equipaggiato – a causa degli insuccessi della Sojuz 25 e Sojuz 33 – che riuscì effettivamente a svolgere la manovra di aggancio).

## Equipaggio
| Ruolo                                     | Equipaggio al lancio              | Equipaggio all'atterraggio      |
| ----------------------------------------- | --------------------------------- | ------------------------------- |
| Comandante                                | Viktor Gorbatko, GCTC Terzo volo  | Leonid Popov, GCTC Primo volo   |
| Cosmonauta Ricercatore/ Ingegnere di volo | Phạm Tuân, Intercosmos Primo volo | Valerij Rjumin, NPOE Terzo volo |

### Equipaggio di riserva
| Ruolo                  | Equipaggio              | Equipaggio              |
| ---------------------- | ----------------------- | ----------------------- |
| Comandante             | Valerij Bykovskij, GCTC | Valerij Bykovskij, GCTC |
| Cosmonauta Ricercatore | Thanh Bui, Intercosmos  | Thanh Bui, Intercosmos  |

## Missione
Il settimo equipaggio ospite della stazione spaziale Saljut 6, motivo per cui questa missione viene pure catalogata sotto la denominazione di Saljut 6 EP-7 (in russo экспедиция посещения-7 - equipaggio ospite 7) fu contemporaneamente il sesto equipaggio internazionale a volare nel corso del programma Intercosmos.
Questa volta la nazione ospite fu il Vietnam.
L'equipaggio fu già la terza visita per il quarto equipaggio base della stazione, cioè per i cosmonauti Leonid Popov e Valerij Rjumin.
Del resto, la missione si svolse analogamente con le missioni precedenti del programma Intercosmos, cioè venne eseguita la trasmissione in diretta del lancio, vi fu il collegamento con i capi dello Stato con conseguente trasmissioni di saluti e messaggi d'augurio ai compaesani.
Inoltre vennero eseguiti un totale di circa 30 esperimenti, tra cui delle osservazioni e la registrazione di immagini fotografiche (anche di carattere multispettrale mediante la fotocamera "MKF 6") sempre del paese d'origine dell'intercosmonauta ospite.
Non potevano mancare le analisi di carattere medico-biologico e vari esperimenti con prodotti tipici del paese ospite.
Novità furono le analisi sulla crescita di una specie di felci/alghe tipiche del Vietnam, da cui poterono essere guadagnati importanti risultati per essere impegnata in futuri sistemi vitali chiusi.
Gorbatko e Tuan ritorneranno a terra il 31 luglio a bordo della Sojuz 36 lasciando la loro navicella di lancio a disposizione del predetto equipaggio base della stazione spaziale.
Lo stesso infatti ritornerà a terra a bordo di questa capsula, anche se prima del loro rientrò la stazione verrà visitata un'ulteriore volta da un equipaggio ospite: la missione Sojuz 38.

## Ulteriori dati di volo
- Atterraggio equipaggio originale: 31 luglio 1980 a bordo di Sojuz 36 15:15 UTC 180 km a sud-est di Dzhezkazgan, RSS di Kazakistan
- Durata per l'equipaggio originale: 7 giorni, 20 ore, 42 min
- Orbite terrestri per l'equipaggio originale: 124
- Denominazione Astronomica Internazionale: 1980-64

I parametri sopra elencati indicato i dati pubblicati immediatamente dopo il termine della fase di lancio. Le continue variazioni ed i cambi di traiettoria d'orbita sono dovute alle manovre di aggancio.
Pertanto eventuali altre indicazioni risultanti da fonti diverse sono probabili ed attendibili in considerazione di quanto descritto.